# Vîteazeve, Șpola
Vîteazeve (în ucraineană Витязеве) este un sat în comuna Veselîi Kut din raionul Șpola, regiunea Cerkasî, Ucraina.

## Demografie
Componența lingvistică a localității Vîteazeve
     Ucraineană (96,61%)
     Rusă (3,39%)
Conform recensământului din 2001, majoritatea populației localității Vîteazeve era vorbitoare de ucraineană (96,61%), existând în minoritate și vorbitori de rusă (3,39%).